# Еквадорска бодлива джобна мишка
Еквадорската бодлива джобна мишка (Heteromys teleus) е вид бозайник от семейство Торбести скокливци (Heteromyidae). Видът е световно застрашен, със статут Уязвим.

## Разпространение
Разпространен е в Еквадор.